# (9376) Thionville
Pour les articles homonymes, voir Thionville (homonymie).
(9376) Thionville est un astéroïde de la ceinture principale.

## Description
(9376) Thionville est un astéroïde de la ceinture principale. Il fut découvert par Eric Walter Elst le 20 juillet 1993 à l'observatoire de La Silla. Il présente une orbite caractérisée par un demi-grand axe de 2,7 UA, une excentricité de 0,0455 et une inclinaison de 2,018° par rapport à l'écliptique.
Il fut nommé en hommage à la ville française de Thionville, proche de la frontière franco-luxembourgeoise.

## Compléments